# 第1師団 (陸上自衛隊)

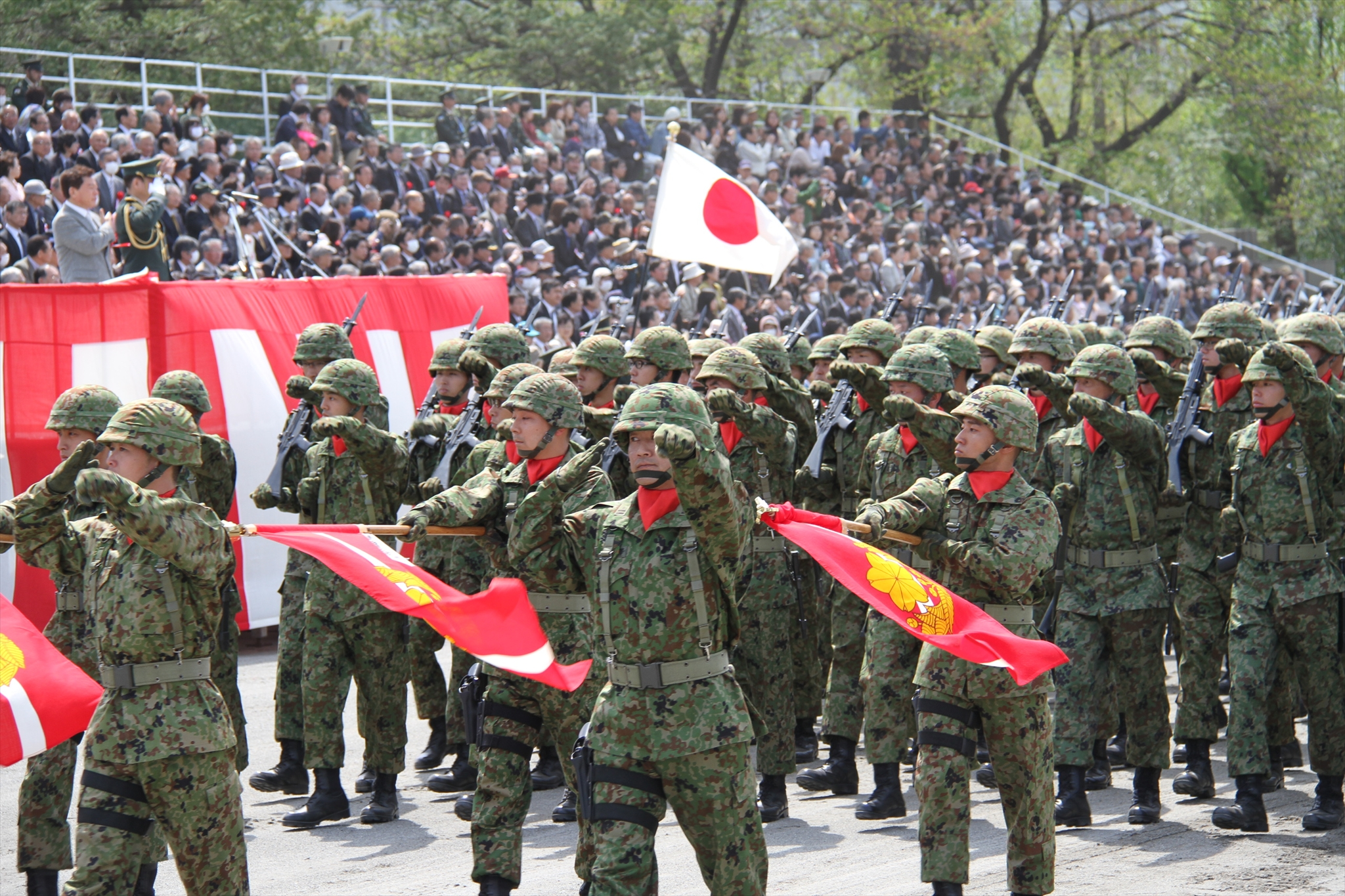
第1師団創立51周年 練馬駐屯地創立62周年記念行事における観閲行進（2013年4月14日）

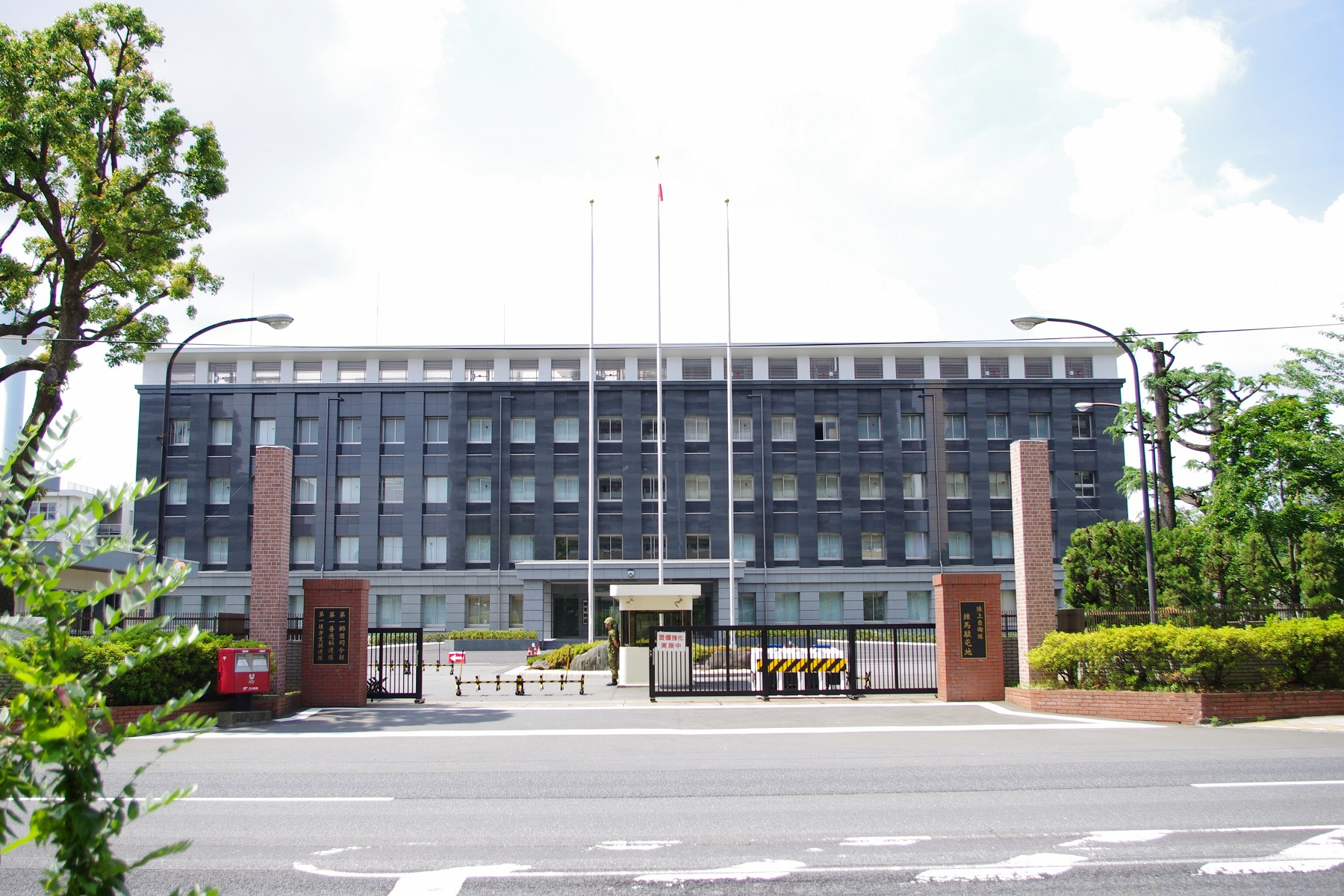
第1師団司令部庁舎（練馬駐屯地）

第1師団（だいいちしだん、JGSDF 1st Division）は、陸上自衛隊の師団のひとつである。東部方面隊直轄の地域配備師団であり、司令部を陸上自衛隊練馬駐屯地（東京都 練馬区）に置く。旧陸軍に倣って、頭号（第1）師団は師団司令部を東京に置く師団に付された。

## 概要
師団長には、陸将が充てられ3個普通科連隊を基幹とし、地域配備師団に分類される。第1警備地区（東京都、神奈川県、埼玉県、静岡県、山梨県、千葉県、茨城県）の防衛警備、災害派遣を任務（うち、東京都島嶼部は第1師団長直轄）とするほか、民生協力および国際貢献活動を行っている。
師団司令部および隷下の14個部隊は、東京都（練馬駐屯地、朝霞駐屯地、立川駐屯地）、埼玉県（大宮駐屯地）、静岡県（板妻駐屯地、駒門駐屯地）、山梨県（北富士駐屯地）の1都3県7個駐屯地に配置されている。神奈川県、千葉県、山梨県および茨城県には第1師団隷下部隊の配置は無く大臣直轄部隊、東部方面隊直轄部隊が配置されている。
かつては箱根駅伝に対する支援を行っていたが現在は中止している。

## 沿革

### 第1管区隊
警察予備隊
- 1950年（昭和25年）12月29日：警察予備隊第1管区総監部が越中島駐屯地に設置[3]。
- 1951年（昭和26年）
  - 4月20日：第1管区総監部分室が久里浜駐屯地内に設置[3]。
  - 5月1日：第1管区隊編成完結。

※編成（第1管区総監部（越中島駐屯地）、同付中隊、第1連隊、第1通信中隊（久里浜駐屯地）、第61連隊、第1施設大隊（豊川駐屯地）、第3連隊、第1衛生大隊、第1武器中隊（高田駐屯地）、第2連隊、第1偵察中隊、第1補給中隊（松本駐屯地）、第5連隊（金沢駐屯地））
- 6月3日：第1管区総監部久里浜分室が習志野駐屯地に移転
- 8月7日：第1管区総監部が越中島駐屯地から習志野駐屯地へ移駐。
- 9月25日：第1連隊が久里浜駐屯地から練馬駐屯地へ移駐。
- 11月5日：第1管区総監部・同付中隊が練馬駐屯地へ移駐。
- 12月15日：第1管区総監部、新庁舎落成式。

- 1952年（昭和27年）3月6日：第5連隊および本部直轄中隊が青森駐屯地へ、第2大隊が秋田駐屯地に移駐し、第2管区隊隷下に編成替え[4]。

保安隊
- 1952年（昭和27年）10月15日：保安隊へ移管。
- 1953年（昭和28年）
  - 3月9日：第61連隊（第2大隊欠）が豊川駐屯地から宇都宮駐屯地へ移駐。
  - 3月11日：第3連隊第1大隊・第2大隊が宇都宮駐屯地から名寄駐屯地に移駐し、第2管区隊隷下に編成替え[5]。
  - 4月1日：奥羽4県の警備担当が北部方面隊から移管[3]され、第5連隊を隷下に編合。第1管区音楽隊を新編。
- 1954年（昭和29年）
  - 1月10日：第1管区航空隊が浜松駐屯地に編成。
  - 2月1日：第1管区隊の担当警備区域のうち、愛知県、岐阜県、富山県、石川県の警備担当を第3管区隊へ移管[3]。

陸上自衛隊
- 1954年（昭和29年）
  - 7月1日：陸上自衛隊へ移管。第1連隊（練馬駐屯地）は第1普通科連隊に、第2連隊（高田駐屯地）は第2普通科連隊に、第5連隊（青森駐屯地）は第5普通科連隊に、第61連隊（宇都宮駐屯地）は第1特科連隊にそれぞれ称号変更。

※陸上自衛隊発足時の担当警備区域は青森県、岩手県、宮城県、秋田県、山形県、福島県、茨城県、栃木県、群馬県、埼玉県、千葉県、東京都、神奈川県、新潟県、山梨県、長野県、静岡県。
- 9月10日：第6管区隊編成により、青森県、岩手県、宮城県、秋田県、山形県、福島県、新潟県の警備担当を第6管区総監へ移管。

1. 第2普通科連隊、第5普通科連隊が第6管区総監に隷属。
2. 第1管区航空隊が第1航空隊に、第1通信中隊が第1通信隊にそれぞれ称号変更。

- 9月25日：第13普通科連隊が宇都宮駐屯地に、第2特科群が富士駐屯地に、第1特車大隊が相馬原駐屯地において編成完結。
- 10月9日：第14普通科連隊（金沢駐屯地）を隷下に編合。

- 1956年（昭和31年）11月12日：第1管区隊、第6管区隊による陸上自衛隊初の対抗指揮所演習（栃木県那須野一帯）が実施[8]。人員5,000名、車両900台が参加する（18日まで）[8]。
- 1958年（昭和33年）
  - 3月27日：第2特科群が南仙台駐屯地に移駐し、第6管区隊隷下に編成替え[9]。
  - 6月26日：警備区の変更等。

  1. 第10混成団編成により富山県、石川県、福井県の警備担当を第10混成団長へ移管、第14普通科連隊が第10混成団に編成替え。
  2. 新潟県の警備担当を第6管区総監から移管[10]、第2普通科連隊を隷下に編合。
- 1960年（昭和35年）1月14日：方面管区制施行により東部方面隊が創隊し、第1管区隊が東部方面総監に隷属。

1960年頃の主要編成
第1・第2・第13普通科連隊、第1特科連隊、第1特車大隊

### 第1師団
- 1962年（昭和37年）
  - 1月18日：第1師団編成完結。担当警備区域は埼玉県、千葉県、東京都、神奈川県、茨城県、山梨県[11] 。

  1. 第1管区総監部は第1師団司令部に、第1特車大隊（相馬原駐屯地）は第1戦車大隊に、第1偵察中隊（相馬原駐屯地）は第1偵察隊に、第1通信隊は第1通信大隊に、第1衛生大隊は第1衛生隊にそれぞれ称号変更。
  2. 第31普通科連隊が第2普通科連隊第1大隊を基幹として習志野駐屯地に新編。
  3. 第32普通科連隊が第1普通科連隊第2大隊を基幹として市ヶ谷駐屯地に新編。
  4. 第34普通科連隊が第13普通科連隊第3大隊を基幹として新町駐屯地に新編。
  5. 第1対戦車隊が板妻駐屯地に新編。
  6. 第1輸送隊を新編。
  7. 第1特科連隊主力が宇都宮駐屯地から駒門駐屯地へ移駐。
  8. 第1航空隊（霞ヶ浦駐屯地）が東部方面航空隊隷下に隷属替え。
  9. 第1管区音楽隊が第1師団音楽隊に改編（司令部付隊に隷属）。

※編成（第1師団司令部、第1師団司令部付隊、第1・第31・第32・第34普通科連隊、第1特科連隊、第1戦車大隊、第1通信大隊、第1偵察隊、第1対戦車隊等）
- 1月20日：部隊移駐。

1. 第34普通科連隊が新町駐屯地から板妻分屯地へ移駐。
2. 第1戦車大隊が相馬原駐屯地から駒門駐屯地へ移駐。

- 2月10日：第1偵察隊が相馬原駐屯地から練馬駐屯地へ移駐。
- 11月26日：第31普通科連隊が習志野駐屯地から朝霞駐屯地へ移駐。

- 1964年（昭和39年）8月15日：東京オリンピック支援（10月26日まで）。

1965年頃の主要編成
第1・第31・第32・第34普通科連隊、第1特科連隊、第1戦車大隊
- 1975年（昭和50年）8月1日：第1音楽隊を新編。

1990年頃の主要編成
第1・第31・第32・第34普通科連隊、第1特科連隊、第1戦車大隊
- 1991年（平成03年）3月29日：戦車北転事業の影響により第1戦車大隊第4戦車中隊を廃止。
- 1992年（平成04年）3月27日：第1師団の近代化改編。

1. 第1・第31・第32・第34普通科連隊を自動車化連隊に改編。
2. 第1武器隊、第1補給隊、第1輸送隊、第1衛生隊を統合し、第1後方支援連隊を新編。
3. 第1特科連隊第6大隊を第1高射特科大隊として分離独立、師団直轄とする。
4. 第1偵察隊に電子偵察小隊を新編。
5. 第1師団司令部付隊に化学防護小隊を新編。

- 1994年（平成06年）3月28日：東部方面航空隊から第1飛行隊を隷下に編入。
- 1995年（平成07年）3月：地下鉄サリン事件発生により、災害派遣出動。
- 1996年（平成08年）6月：第32普通科連隊が市ヶ谷駐屯地で自衛隊初の市街地対テロ訓練を行う
- 1999年（平成11年）12月1日：第32普通科連隊が市ヶ谷駐屯地から大宮駐屯地へ移駐。
- 2002年（平成14年）
  - 3月27日：甲師団（定員9,000名）から政経中枢師団（定員6,600名）に改編。

  1. 第1・第32・第34普通科連隊の重迫撃砲中隊を廃止し、第5普通科中隊を新編。
  2. 第1化学防護隊を練馬駐屯地に新編。
  3. 第31普通科連隊が武山駐屯地へ移駐し、即応予備自衛官指定部隊（コア部隊）に改編。
  4. 第1特科連隊（駒門駐屯地）を廃止し、第1特科隊に改編され北富士駐屯地へ移駐。
  5. 第1対戦車隊（板妻駐屯地）を廃止。

  - 9月：第34普通科連隊が米国で陸上自衛隊初の日米共同訓練を行う。
- 2010年（平成22年）3月26日：第1化学防護隊を第1特殊武器防護隊に改編。
- 2011年（平成23年）4月22日：即応近代化師団に改編[12]。

1. 第31普通科連隊を東部方面混成団隷下に編成替え。
2. 第1・第32・第34普通科連隊に重迫撃砲中隊を再編し、軽装甲機動車を導入。これに伴い定員は6,300名へ削減されたものの、常備自衛官は約760名の増員[12]。

- 2022年（令和04年）3月17日：地域配備師団に改編。
  - 第1戦車大隊と第1偵察隊を廃止・統合し、第1偵察戦闘大隊を新編[13][14][15][16]。
- 2023年（令和05年）3月16日：部隊改編。

1. 第1特科隊が廃止[17]、第12特科隊と統合され、東部方面特科連隊として新編[18]。
2. 師団司令部に火力調整部が新編[19]。

2023年頃の主要編成
第1・第32・第34普通科連隊、第1偵察戦闘大隊

## 編成・駐屯地
編成
- 第1師団司令部
- 第1普通科連隊（5個普通科中隊基幹）
- 第32普通科連隊（5個普通科中隊基幹）
- 第34普通科連隊（5個普通科中隊基幹）
- 第1後方支援連隊
- 第1偵察戦闘大隊
- 第1高射特科大隊
- 第1施設大隊
- 第1通信大隊
- 第1飛行隊
- 第1特殊武器防護隊
- 第1師団司令部付隊
- 第1音楽隊

駐屯地
- 練馬駐屯地（東京都練馬区）
  - 第1師団司令部および同付隊
  - 第1普通科連隊 - 旧陸軍歩兵連隊に倣って頭号連隊は東京に駐屯する（旧陸軍歩兵第1連隊も東京の麻布に駐屯していた。）
  - 第1後方支援連隊
  - 第1通信大隊
  - 第1特殊武器防護隊
  - 第1音楽隊
- 大宮駐屯地（埼玉県さいたま市）
  - 第32普通科連隊
- 板妻駐屯地（静岡県御殿場市）
  - 第34普通科連隊 - 旧陸軍歩兵第34連隊（静岡）と同じ連隊番号を継承
- 駒門駐屯地（静岡県御殿場市）
  - 第1高射特科大隊
- 朝霞駐屯地（東京都練馬区）
  - 第1偵察戦闘大隊
  - 第1施設大隊
- 立川駐屯地（東京都立川市）
  - 第1飛行隊

## 主要幹部
| 官職名                     | 階級    | 氏名     | 補職発令日     | 前職                                   |
| -------------------------- | ------- | -------- | -------------- | -------------------------------------- |
| 第1師団長                  | 陸将    | 堺一夫   | 2025年08月01日 | 陸上総隊司令部幕僚長                   |
| 副師団長 兼 練馬駐屯地司令 | 陸将補  | 柳田常泰 | 2025年03月24日 | 陸上自衛隊需品学校長 兼 松戸駐屯地司令 |
| 幕僚長                     | 1等陸佐 | 村上輝高 | 2025年03月17日 | 陸上幕僚監部防衛部防衛課研究室長       |
| 火力調整部長               | 2等陸佐 | 間瀬晃   | 2025年03月03日 | 第1特科団本部高級幕僚                  |

| 代          | 氏名                | 在任期間                | 出身校・期                     | 前職                                                  | 後職                                   |
| 第1管区総監 | 第1管区総監         | 第1管区総監             | 第1管区総監                    | 第1管区総監                                           | 第1管区総監                            |
| ----------- | ------------------- | ----------------------- | ------------------------------ | ----------------------------------------------------- | -------------------------------------- |
| 01          | 吉田忠一 （警察監） | 1950.12.29 - 1953.12.21 | 東京帝国大学 昭和4年卒         | 元埼玉県副知事 →1950.12.1 警察監任命 （東京管区総監） | 退職                                   |
| 02          | 筒井竹雄 （保安監） | 1953.12.22 - 1954.6.30  | 東京帝国大学 昭和2年卒         | 第4管区総監                                           | 陸上幕僚長                             |
| 03          | 大森寛              | 1954.7.1 - 1957.8.1     | 東京帝国大学 昭和5年卒         | 第3管区総監                                           | 陸上幕僚副長                           |
| 04          | 中野敏夫            | 1957.8.2 - 1959.3.16    | 東京帝国大学 昭和2年卒         | 陸上自衛隊幹部学校長                                  | 退職                                   |
| 05          | 高山信武            | 1959.3.17 - 1960.7.31   | 陸士39期・ 陸大47期            | 統合幕僚会議事務局長                                  | 北部方面総監                           |
| 06          | 宮崎舜市            | 1960.8.1 - 1962.1.17    | 陸士40期・ 陸大51期            | 陸上幕僚監部第5部長                                   | 第1師団長                              |
| 第1師団長   |                     |                         |                                |                                                       |                                        |
| 01          | 宮崎舜市            | 1962.1.18 - 1962.3.11   | 陸士40期・ 陸大51期            | 第1管区総監                                           | 北部方面総監                           |
| 02          | 安崎操              | 1962.3.16 - 1963.3.15   | 陸士40期・ 陸大50期            | 陸上自衛隊富士学校長 兼 富士駐とん地司令              | 東北方面総監                           |
| 03          | 野尻徳雄            | 1963.3.16 - 1964.3.15   | 陸士41期・ 砲工38期            | 第10師団長                                            | 東部方面総監                           |
| 04          | 藤原岩市            | 1964.3.16 - 1965.7.15   | 陸士43期・ 陸大50期            | 第12師団長                                            | 陸上幕僚監部付 →1966.1.1 退職          |
| 05          | 橋本正勝            | 1965.7.16 - 1968.3.15   | 陸士45期・ 陸大53期            | 第2師団長                                             | 北部方面総監                           |
| 06          | 渡邊博              | 1968.3.16 - 1969.6.30   | 陸士46期・ 陸大56期            | 第2師団長                                             | 中部方面総監                           |
| 07          | 齊藤春義            | 1969.7.1 - 1970.6.30    | 陸士48期・ 陸大56期            | 第7師団長                                             | 北部方面総監                           |
| 08          | 古川義道            | 1970.7.1 - 1971.6.30    | 陸士48期・ 陸大56期            | 第13師団長                                            | 退職                                   |
| 09          | 中島直臣            | 1971.7.1 - 1973.3.15    | 陸士50期・ 陸大58期            | 陸上自衛隊高射学校長 兼 下志津駐とん地司令            | 西部方面総監                           |
| 10          | 近藤清              | 1973.3.16 - 1974.6.30   | 陸士52期                       | 第5師団長                                             | 西部方面総監                           |
| 11          | 赤森伸治            | 1974.7.1 - 1976.6.30    | 陸士53期・ 陸大60期            | 陸上自衛隊調査学校長                                  | 退職                                   |
| 12          | 味岡義一            | 1976.7.1 - 1977.6.30    | 陸士54期・ 陸大60期            | 第8師団長                                             | 退職                                   |
| 13          | 酒井次武            | 1977.7.1 - 1978.7.27    | 陸士56期                       | 陸上自衛隊施設学校長 兼 勝田駐とん地司令              | 退職                                   |
| 14          | 遠藤健              | 1978.7.28 - 1980.3.16   | 陸士57期                       | 陸上自衛隊施設学校長 兼 勝田駐とん地司令              | 退職                                   |
| 15          | 小林正信            | 1980.3.17 - 1982.6.30   | 陸士59期・ 関西大学 昭和24年卒 | 第1空挺団長 兼 習志野駐とん地司令                     | 退職                                   |
| 16          | 亀井輝              | 1982.7.1 - 1984.6.30    | 海兵75期                       | 陸上自衛隊幹部候補生学校長 兼 前川原駐屯地司令        | 陸上自衛隊富士学校長 兼 富士駐屯地司令 |
| 17          | 大河内眞一郎        | 1984.7.1 - 1986.3.16    | 山梨師範学校 昭和26年卒        | 陸上自衛隊少年工科学校長                              | 退職                                   |
| 18          | 山本英一            | 1986.3.17 - 1987.7.6    | 早稲田大学 昭和29年卒          | 陸上自衛隊富士学校副校長                              | 陸上自衛隊富士学校長 兼 富士駐屯地司令 |
| 19          | 水野智之            | 1987.7.7 - 1990.3.15    | 防大1期                        | 西部方面総監部幕僚長 兼 健軍駐屯地司令                | 退職                                   |
| 20          | 冨澤暉              | 1990.3.16 - 1991.3.15   | 防大4期                        | 陸上幕僚監部教育訓練部長                              | 陸上幕僚副長                           |
| 21          | 澤田憲一            | 1991.3.16 - 1993.3.23   | 防大3期                        | 陸上自衛隊幹部候補生学校長 兼 前川原駐屯地司令        | 退職                                   |
| 22          | 田中賢一            | 1993.3.24 - 1994.6.30   | 防大4期                        | 陸上自衛隊富士学校副校長                              | 退職                                   |
| 23          | 杉田明傑            | 1994.7.1 - 1997.3.25    | 防大7期                        | 東北方面総監部幕僚長 兼 仙台駐屯地司令                | 退職                                   |
| 24          | 石飛勇次            | 1997.3.26 - 1998.6.30   | 防大10期                       | 陸上幕僚監部装備部長                                  | 陸上自衛隊富士学校長 兼 富士駐屯地司令 |
| 25          | 福田忠典            | 1998.7.1 - 2001.1.10    | 防大11期                       | 陸上自衛隊幹部候補生学校長 兼 前川原駐屯地司令        | 陸上自衛隊富士学校長 兼 富士駐屯地司令 |
| 26          | 渡邊元旦            | 2001.1.11 - 2002.3.21   | 防大14期                       | 北部方面総監部幕僚長 兼 札幌駐屯地司令                | 統合幕僚会議事務局長                   |
| 27          | 青木勉              | 2002.3.22 - 2003.12.4   | 防大14期                       | 陸上自衛隊幹部候補生学校長 兼 前川原駐屯地司令        | 陸上自衛隊幹部学校長 兼 目黒駐屯地司令 |
| 28          | 矢澤昌志            | 2003.12.5 - 2006.3.26   | 防大15期                       | 中部方面総監部幕僚長 兼 伊丹駐屯地司令                | 退職                                   |
| 29          | 三田克巳            | 2006.3.27 - 2007.3.27   | 防大18期                       | 東北方面総監部幕僚長 兼 仙台駐屯地司令                | 陸上自衛隊幹部学校長 兼 目黒駐屯地司令 |
| 30          | 武田正徳            | 2007.3.28 - 2008.7.31   | 生徒12期・ 法政大学 昭和49年卒 | 陸上自衛隊高射学校長 兼 下志津駐屯地司令              | 退職                                   |
| 31          | 渡邊隆              | 2008.8.1 - 2009.12.6    | 防大21期                       | 陸上幕僚監部教育訓練部長                              | 統合幕僚学校長                         |
| 32          | 中川義章            | 2009.12.7 - 2011.4.26   | 東京大学 昭和53年卒            | 中部方面総監部幕僚長 兼 伊丹駐屯地司令                | 陸上自衛隊研究本部長                   |
| 33          | 湖崎隆              | 2011.4.27 - 2012.3.29   | 防大21期                       | 北部方面総監部幕僚長 兼 札幌駐屯地司令                | 退職                                   |
| 34          | 反怖謙一            | 2012.3.30 - 2014.3.28   | 防大23期                       | 北部方面総監部幕僚長 兼 札幌駐屯地司令                | 退職                                   |
| 35          | 永井昌弘            | 2014.3.29 - 2016.3.22   | 防大25期                       | 西部方面総監部幕僚長 兼 健軍駐屯地司令                | 退職                                   |
| 36          | 西浩德              | 2016.3.23 - 2017.3.26   | 防大28期                       | 第13旅団長                                            | 陸上自衛隊幹部学校長 兼 目黒駐屯地司令 |
| 37          | 柴田昭市            | 2017.3.27 - 2018.7.31   | 防大29期                       | 第14旅団長                                            | 防衛装備庁長官官房装備官               |
| 38          | 竹本竜司            | 2018.8.1 - 2019.8.22    | 生徒26期・ 防大31期            | 第11旅団長                                            | 陸上幕僚副長                           |
| 39          | 大庭秀昭            | 2019.8.23 - 2021.12.21  | 防大30期                       | 北部方面総監部幕僚長 兼 札幌駐屯地司令                | 退職                                   |
| 40          | 兒玉恭幸            | 2021.12.22 - 2024.8.1   | 防大33期                       | 第13旅団長                                            | 陸上自衛隊富士学校長 兼 富士駐屯地司令 |
| 41          | 鳥海誠司            | 2024.8.2 - 2025.7.31    | 防大34期                       | 第5旅団長                                             | 西部方面総監                           |
| 42          | 堺一夫              | 2025.8.1 -              | 防大36期                       | 陸上総隊司令部幕僚長                                  |                                        |

## 警備地区
- 第1警備地区：東京、神奈川、埼玉、静岡、山梨、千葉、茨城
- 警備隊区
  - 第1普通科連隊：東京都千代田区、中央区、港区、新宿区、文京区、台東区、墨田区、江東区、品川区、目黒区、大田区、世田谷区、渋谷区、中野区、杉並区、豊島区、北区、荒川区、板橋区、練馬区、足立区、葛飾区、江戸川区
  - 第32普通科連隊：埼玉県さいたま市、川越市、熊谷市、川口市、行田市、秩父市、所沢市、飯能市、加須市、本庄市、東松山市、春日部市、狭山市、羽生市、鴻巣市、深谷市、上尾市、草加市、越谷市、蕨市、戸田市、入間市、朝霞市、志木市、和光市、新座市、桶川市、久喜市、北本市、八潮市、富士見市、三郷市、蓮田市、坂戸市、幸手市、鶴ヶ島市、日高市、吉川市、ふじみ野市、白岡市、北足立郡伊奈町、入間郡三芳町、入間郡毛呂山町、入間郡越生町、比企郡滑川町、比企郡嵐山町、比企郡小川町、比企郡川島町、比企郡吉見町、比企郡鳩山町、比企郡ときがわ町、秩父郡横瀬町、秩父郡皆野町、秩父郡長瀞町、秩父郡小鹿野町、秩父郡東秩父村、児玉郡美里町、児玉郡神川町、児玉郡上里町、大里郡寄居町、南埼玉郡宮代町、北葛飾郡杉戸町、北葛飾郡松伏町
  - 第34普通科連隊：静岡県静岡市、浜松市、沼津市、三島市、富士宮市、島田市、富士市、磐田市、焼津市、掛川市、藤枝市、御殿場市、袋井市、裾野市、湖西市、伊豆市、御前崎市、菊川市、伊豆の国市、牧之原市、田方郡函南町、駿東郡清水町、駿東郡長泉町、駿東郡小山町、榛原郡吉田町、榛原郡川根本町、周智郡森町
  - 第1高射特科大隊：神奈川県西部[30]。（神奈川県小田原市、南足柄市、足柄上郡中井町、足柄上郡大井町、足柄上郡松田町、足柄上郡山北町、足柄上郡開成町、足柄下郡箱根町、足柄下郡真鶴町、足柄下郡湯河原町[30]）
  - 第1施設大隊：東京都八王子市、青梅市、町田市、日野市、福生市、羽村市、あきる野市、西多摩郡瑞穂町、西多摩郡日の出町、西多摩郡檜原村、西多摩郡奥多摩町